# 人生はガタゴト列車
『人生はガタゴト列車』（じんせいガタゴトれっしゃ）は、井上マスの自伝的小説作品、及びそれを原作としたドラマ化作品である。

## 概要
井上ひさしの母、井上マスの一代記。編集者は雑誌編集者時代の永倉万治で編集加筆構成を担当した。
- 1983年「人生は、ガタゴト列車に乗って……」のタイトルで単行本出版。
- 1986年「人生はガタゴト列車に乗って」 と改題し文庫版を出版。
- 続編に「花はなに色ガタゴト列車」と「マスさんのちょっと一服ガタゴト列車」がある。

## テレビドラマ
1984年6月18日～7月27日にTBS「花王 愛の劇場」枠にて放送された。

### キャスト
- 島かおり
- 菅井きん
- 富樫寛
- 小沼宏之
- 岩田耕一路
- 小栗一也
- あき竹城
- レオナルド熊
- 人見きよし
- 岡本茉莉
- 五月晴子

### スタッフ
- 演出 - 高橋繁男
- 脚本 - 高岡尚平

## 舞台
1983年より「人生は、ガタゴト列車に乗って…」のタイトルで上演。
浜木綿子が主演し、初演以来200回以上の上演回数を誇る浜の代表作ともなっている。

## ミュージカル
2021年「人生は、ガタゴト列車に乗って…」が釜石市で初演。2024年「人生はガタゴト列車に乗って パートⅡ」が上演された。